# Hemithea marina
Hemithea marina là một loài bướm đêm trong họ Geometridae.